# Mona de nit meridional
La mona de nit meridional (Aotus azarae) és una espècie de primat neotropical del gènere Aotus (mones de nit). El seu nom és un homenatge a Félix de Azara, un naturalista espanyol del segle xviii. Viu en zones boscoses del Brasil, el Perú, Bolívia, l'Argentina i el Paraguai.

## Subespècies
- Aotus azarae azarae
- Aotus azarae boliviensis
- Aotus azarae infulatus